# Crassomicrodus pallens
Crassomicrodus pallens är en stekelart som först beskrevs av Cresson 1873.  Crassomicrodus pallens ingår i släktet Crassomicrodus och familjen bracksteklar. Inga underarter finns listade i Catalogue of Life.